# Elizabeth Czerczuk
Elizabeth Czerczuk, née à Wrocław en 1962, est une comédienne, metteur en scène, danseuse, chorégraphe et directrice de théâtre polonaise.

## Biographie

### Jeunesse et formation
Elizabeth Czerczuk naît et grandit à Wrocław. Alors que sa famille souhaite qu'elle fasse des études de médecine, elle entre au Conservatoire national supérieur d'art dramatique de Cracovie et travaille notamment avec Jerzy Stuhr,. En 1991, elle obtient une bourse et devient stagiaire au Conservatoire national supérieur d’art dramatique de Paris où elle a pour professeur Daniel Mesguich, Philippe Adrien et Jean-Pierre Vincent,.  
Elle suit également les cours de l'école du mime Marceau et collabore avec la chorégraphe Karine Saporta au Théâtre de la Ville de Paris.

### Carrière
En 1992, Elizabeth Czerczuk crée la Compagnie Elizabeth Czerczuk. Elle adapte et met en scène Le Cri d'Ophélie d'après William Shakespeare, Messe pour Jean Genet d'après Jean Genet, Matka d'après Stanislaw Ignacy Witkiewicz, Bal chez Witold G. d'après Witold Gombrowicz, tous deux joués au Festival Off d'Avignon.
De 2002 à 2003, elle revient en Pologne et dirige le Théâtre de pantomime de Wrocław (pl), sa ville natale. Elle y met notamment en scène Dziady d’Adam Mickiewicz,.
En 2006, elle devient également chorégraphe pour Vampire dans le flacon de Stanislaw Ignacy Witkiewicz, La Poste Populaire Russe d’Oleg Bogayev, Carnaval au Nouveau théâtre de Łódź.
De 2010 à 2012, Elizabeth Czerczuk coordonne le projet écologique européen Homme@Home auquel participent des troupes de théâtre et des artistes de France, de Belgique, de Grèce et de Pologne.

#### Théâtre Elizabeth Czerczuk
En 2013, Elizabeth Czerczuk ouvre son propre théâtre au 20 rue Marsoulan dans le 12e arrondissement de Paris. Le théâtre de 200 places est également une école et une résidence pour d'autres compagnies.
Elizabeth Czerczuk met en scène Jon Fosse, Bertolt Brecht, Witold Gombrowicz et des pièces originales comme Requiem pour les artistes dans lesquelles elle rend hommage aux grandes figures du théâtre d'avant6garde polonais des années 1950-1970 dans des spectacles multidisciplinaires qui allient art dramatique, danse, musique, chant et arts plastiques. Premier volet de la trilogie Les Inassouvis, elle adapte ensuite librement Le Fou et la nonne dans Dementia Praecox 2.0 puis Matka de Stanislaw Ignacy Witkiewicz, autre figure emblématique. Pour Agnès Santi de La Terrasse, le théâtre de Elizabeth Czerczuk est un « théâtre total, baroque, plastique et chorégraphié, où la vision catastrophiste de l’auteur se teinte d’espoir grâce à l’art, qui permet à l’être humain de combattre sa finitude et de transcender sa condition ».
Elle poursuit avec Dementia Tremens toujours inspirée par le concept de théâtre total défendu par Grotowski et Antonin Artaud, immergeant les spectateurs dès leur entrée dans le théâtre avec l'irruption des 17 comédiens costumés avant la représentation. Pour Gérald Rossi de L'Humanité, Elizabeth Czerczuk « ne propose pas d’assister à un énième spectacle sur la folie, mais à chacun, d’une certaine façon, d’en faire partie ». Puis elle incarne Yvonne, princesse de Bourgogne toujours de Witkiewicz dans un spectacle de danse, de mime et de musique,.
Après Requiem pour les artistes en 2018, elle rend de nouveau hommage à Tadeusz Kantor avec l'adaptation de sa dernière pièce Aujourd’hui, c’est mon anniversaire.
En 2024, Elizabeth Czerczuk interprète Eurydice dans Amok, une relecture du mythe d'Orphée et Eurydice avec une troupe de 15 acteurs danseurs.
La même année, Elizabeth Czerczuk devient la nouvelle propriétaire de la villa de Sarah Bernhardt construite par la comédienne en 1879 à Sainte-Adresse près du Havre souhaitant que ce domaine devienne une annexe de son théâtre parisien.

## Théâtre

### Mise en scène
- 1993 : Le Cri d'Ophélie d'après William Shakespeare
- 1995 : Messe pour Jean Genet d'après Jean Genet
- 1997 : Matka d'après Stanislaw Ignacy Witkiewicz, Festival Off d'Avignon
- 2000 : Bal chez Witold G. d'après Witold Gombrowicz, Festival Off d'Avignon
- 2002 : Dziady d’Adam Mickiewicz, Théâtre de pantomime de Wrocław (pl)
- 2006 : Vampire dans le flacon de Stanislaw Ignacy Witkiewicz, chorégaphie Elizabeth Czerczuk
- 2011 : Carnaval, chorégaphie Elizabeth Czerczuk, Nouveau théâtre de Łódź
- 2011 : Un ouvrage de dames de Jean-Claude Danaud, chorégaphie Elizabeth Czerczuk
- 2013 : L'Adieu à l'automne d'après Jon Fosse, chorégaphie Elizabeth Czerczuk, Théâtre Laboratoire Elizabeth Czerczuk (Paris)
- 2015 : Le Cri d'Yvonne d'après Witold Gombrowicz, chorégaphie Elizabeth Czerczuk, Théâtre Laboratoire Elizabeth Czerczuk (Paris), Théâtre de l'Aquarium
- 2015 : Le Banc de l’école de Tadeusz Kantor
- 2016 : La Noce chez les fous d'après Bertolt Brecht, chorégaphie Elizabeth Czerczuk, Théâtre Laboratoire Elizabeth Czerczuk (Paris)
- 2017 : Requiem pour les artistes, chorégaphie Elizabeth Czerczuk, Théâtre Laboratoire Elizabeth Czerczuk (Paris)
- 2018 : Les Inassouvis, chorégaphie Elizabeth Czerczuk, Théâtre Laboratoire Elizabeth Czerczuk (Paris)
- 2018 : Matka d'après Stanislaw Ignacy Witkiewicz, Théâtre Laboratoire Elizabeth Czerczuk (Paris)
- 2018 : Dementia praecox d'après Le Fou et la nonne de Stanislaw Ignacy Witkiewicz, chorégaphie Elizabeth Czerczuk, Société de Curiosités, Théâtre Laboratoire Elizabeth Czerczuk (Paris)
- 2019 : Yvona d'après Witold Gombrowicz, Théâtre Laboratoire Elizabeth Czerczuk (Paris)
- 2019 : Dementia Praecox 2.0 d'après Le Fou et la nonne de Stanislaw Ignacy Witkiewicz, Théâtre Laboratoire Elizabeth Czerczuk (Paris)
- 2020 : Dementia Tremens, Théâtre Laboratoire Elizabeth Czerczuk (Paris)
- 2022 : Aujourd'hui, c'est mon anniversaire, Théâtre Laboratoire Elizabeth Czerczuk (Paris)
- 2024 : Amok, Théâtre Laboratoire Elizabeth Czerczuk (Paris)

### Chorégraphie
- 2006 : Vampire dans le flacon de Stanislaw Ignacy Witkiewicz, mise en scène Elizabeth Czerczuk
- 2010 : La Poste Populaire Russe d’Oleg Bogayev, mise en scène Guy Cambreleng, La Tache d'encre (Avignon)
- 2011 : Carnaval, mise en scène Elizabeth Czerczuk, Nouveau théâtre de Łódź
- 2011 : Un ouvrage de dames de Jean-Claude Danaud, mise en scène Elizabeth Czerczuk
- 2013 : L'Adieu à l'automne d'après Jon Fosse, mise en scène Elizabeth Czerczuk, Théâtre Laboratoire Elizabeth Czerczuk (Paris)
- 2015 : Le Cri d'Yvonne d'après Witold Gombrowicz, mise en scène Elizabeth Czerczuk, Théâtre Laboratoire Elizabeth Czerczuk (Paris), Théâtre de l'Aquarium
- 2016 : La Noce chez les fous d'après Bertolt Brecht, mise en scène Elizabeth Czerczuk, Théâtre Laboratoire Elizabeth Czerczuk (Paris)
- 2017 : Requiem pour les artistes, mise en scène Elizabeth Czerczuk, Théâtre Laboratoire Elizabeth Czerczuk (Paris)
- 2018 : Les Inassouvis, mise en scène Elizabeth Czerczuk, Théâtre Laboratoire Elizabeth Czerczuk (Paris)
- 2018 : Dementia praecox d'après Stanislaw Ignacy Witkiewicz, mise en scène Elizabeth Czerczuk, Société de Curiosités, Théâtre Laboratoire Elizabeth Czerczuk (Paris)

### Comédienne
- 1992 : Salomé d'après Oscar Wilde, mise en scène Daniel Mesguich, Festival Off d'Avignon
- 1993 : Le Cri d'Ophélie d'après William Shakespeare, mise en scène Elizabeth Czerczuk
- 1997 : Matka d'après Stanislaw Ignacy Witkiewicz, mise en scène Elizabeth Czerczuk, Festival Off d'Avignon
- 2000 : Bal chez Witold G. d'après Witold Gombrowicz, mise en scène Elizabeth Czerczuk, Festival Off d'Avignon
- 2002 : Dziady d’Adam Mickiewicz, mise en scène Elizabeth Czerczuk
- 2006 : Abribus de Laurent Van Wetter, mise en scène Hassane Kouyaté, La Scène Watteau (Nogent-sur-Marne)
- 2013 : L'Adieu à l'automne d'après Jon Fosse, mise en scène et chorégraphie Elizabeth Czerczuk, Théâtre Laboratoire Elizabeth Czerczuk (Paris)
- 2015 : Le Cri d'Yvonne d'après Witold Gombrowicz, mise en scène et chorégraphie Elizabeth Czerczuk, Théâtre Laboratoire Elizabeth Czerczuk (Paris), Théâtre de l'Aquarium
- 2018 : Les Inassouvis, mise en scène et chorégraphie Elizabeth Czerczuk, Théâtre Laboratoire Elizabeth Czerczuk (Paris)
- 2018 : Matka d'après Stanislaw Ignacy Witkiewicz, mise en scène Elizabeth Czerczuk, Théâtre Laboratoire Elizabeth Czerczuk (Paris)
- 2018 : Dementia praecox d'après Stanislaw Ignacy Witkiewicz, mise en scène et chorégraphie Elizabeth Czerczuk, Société de Curiosités, Théâtre Laboratoire Elizabeth Czerczuk (Paris)
- 2019 : Yvona d'après Witold Gombrowicz, mise en scène Elizabeth Czerczuk, Théâtre Laboratoire Elizabeth Czerczuk (Paris)
- 2019 : Dementia Praecox 20.20, mise en scène Elizabeth Czerczuk, Théâtre Laboratoire Elizabeth Czerczuk (Paris)
- 2020 : Dementia Tremens, mise en scène Elizabeth Czerczuk, Théâtre Laboratoire Elizabeth Czerczuk (Paris)
- 2022 : Aujourd'hui, c'est mon anniversaire, mise en scène Elizabeth Czerczuk, Théâtre Laboratoire Elizabeth Czerczuk (Paris)
- 2024 : Amok, mise en scène Elizabeth Czerczuk, Théâtre Laboratoire Elizabeth Czerczuk (Paris)

## Distinctions
- Arts-Sciences-Lettres 2016 : Médaille de platine[18]
- Prix de la culture 2020 décerné par l'Ambassade de Pologne en France[19]